# Еколошко образовање
Еколошко образовање је стицање знања, вештина, навика и ставова о еколошким особеностима и законима у животној средини. Упознавање са деловањем на животну средину, разумевање савремених тежњи и могућности науке, технологије, друштвених наука и уметности за целовиту заштиту и унапређење животне средине; навикавање ученика на одржавање личне хигијене, хигијене и естетског уређења школске средина, навикавање на правилан однос према објектима у природи, културним вредностима, свеукупним међуљудским односима. Намењено је свима и саставни је део васпитно-образовног процеса. Еколошко образовање и васпитање представља главну превентивну меру заштите и унапређења животне средине.